# 马克斯广场 (纽伦堡)

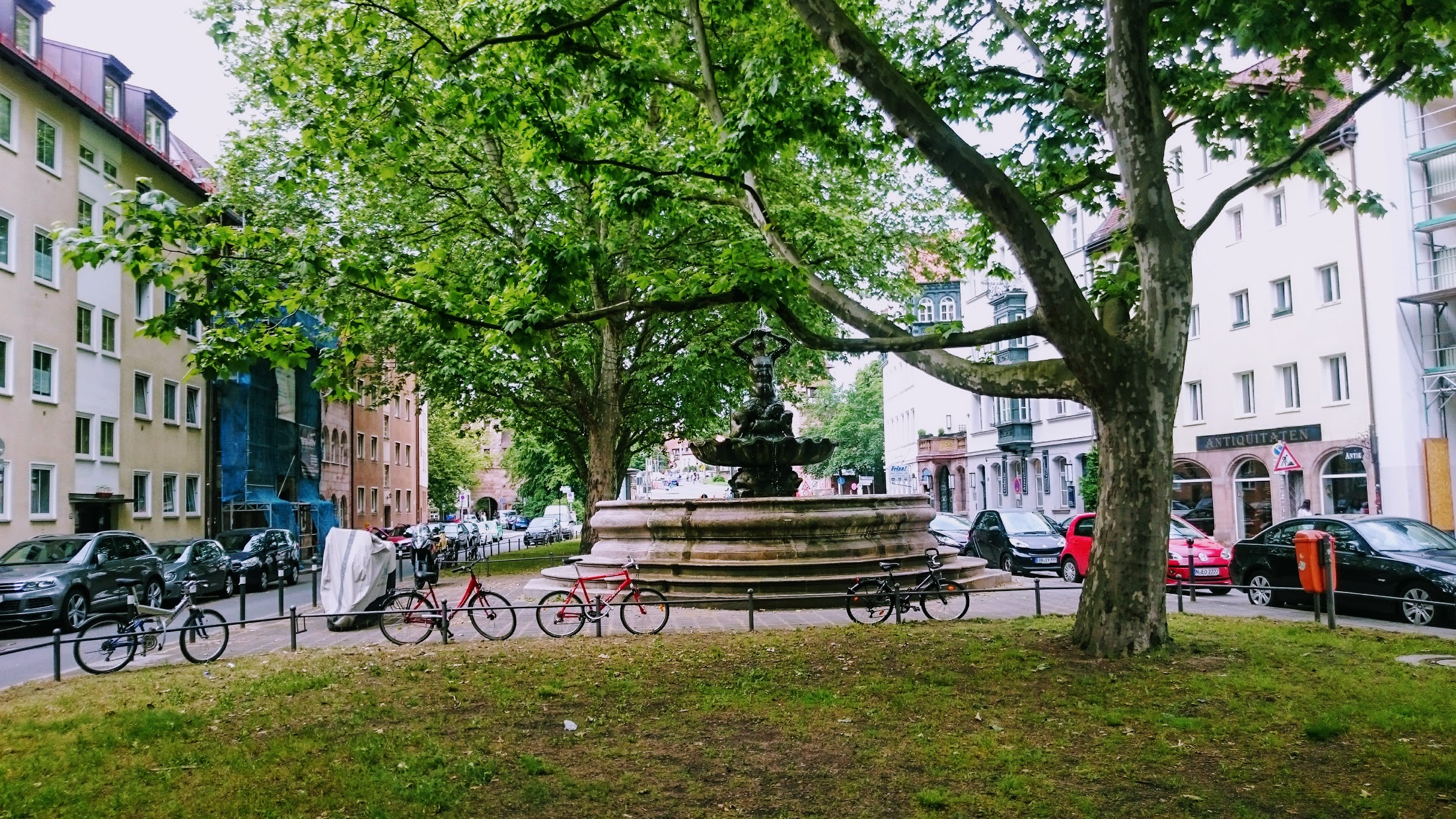

马克斯广场（Maxplatz）原名马克西米利安广场（Maximiliansplatz）是纽伦堡老城区一个长长的东西向街道广场。它位于城墙内，平行于南侧的佩格尼茨河，从大集市广场，向哈勒门（Hallertor）延伸。在西部，链桥连接马克斯广场和十字巷（Kreuzgasse），在东侧，马克斯桥通向牛油广场。东北方是魏斯格贝巷（Weißgerbergasse）。

## 历史

### 巴洛克时期
新楼广场（Auf dem Neuen Bau）建于巴洛克时期。其拉长的平面令人想起罗马的纳沃纳广场。从1684年起，广场上有三个巴洛克风格的喷泉，中心的巴洛克喷泉特里同喷泉，其灵感来自罗马的特里同喷泉。在17和18世纪，广场上没有种植树木。

### 1806年到1945年
1806年纽伦堡并入巴伐利亚王国后，广场以国王马克西米利安一世命名为马克西米利安广场。广场进行了重新设计，两侧的喷泉消失了，特里同喷泉也失去了巴洛克风格。广场上种植了两排杨树，广场中心铺上了砾石长廊。 这一转变在当时显然遭到了顽强然而徒劳的抵抗，尤其是来自贵族雅科布·戈特利布·弗里德里希·冯·图彻的抵抗。但是巴伐利亚最高权力机构对此置之不理。1821年，在广场的东端建起了古典主义风格的丢勒-皮克海默喷泉（Dürer-Pirckheimer-Brunnen）。在19世纪下半叶，杨树被悬铃木所取代。
1945年，马克斯广场周围地区在空袭中被严重摧毁，特里同喷泉也部分被毁。

## 保护文物
- 7号：1807年，三层砂岩建筑
- 17号：三层砂岩建筑，1720年，巴洛克晚期
- 29号：16世纪晚期，1750/60年左右巴洛克式，晚期哥特式，巴洛克式，罗可可
- 34号：前楼1682年，花园大厅1680年
- 35号：16世纪的两层砂岩建筑
- 46a号：16/17世纪的四层石膏建筑
- 48号：四层砂岩建筑，16世纪文艺复兴风格
- 丢勒-皮克海默喷泉（Dürer-Pirckheimer-Brunnen），1821年
- 特里同喷泉，1687年